# Xarxet encaputxat
El xarxet encaputxat (Anas versicolor) és una espècie d'ocell de la família dels anàtids (Anatidae) que habita estanys, aiguamolls i llacs, al centre de Xile, centre i sud de Bolívia, el Paraguai, sud del Brasil, Uruguai i Argentina fins Terra del Foc. També a les illes Malvines. Modernament se l'ha inclòs en el gènere Spatula com S. versicolor.